# Nationalpark Cotacachi Cayapas
Der Nationalpark Cotacachi Cayapas (spanisch Parque Nacional Cotacachi Cayapas) ist ein Nationalpark in den Provinzen Imbabura und Esmeraldas in Nordwest-Ecuador 140 km von Quito entfernt. Das Schutzgebiet wurde am 29. August 1968 als Reserva Nacional Cotacachi Cayapas gegründet und am 20. November 1979 zur Reserva Ecológica Cotacachi Cayapas. Seit dem 7. Mai 2019 ist das Schutzgebiet ein Nationalpark. 
Das Schutzgebiet umfasst verschiedene Vegetationszonen von etwa 300 m Höhe im Osten des Vulkans Cotacachi, der im Südwesten eine Höhe von 4944 m erreicht. Ein Teil des Nationalparks ist Tropischer Regenwald, daneben gibt es Wolken- und Nebelwald (Durchschnitt 25 °C) und andine Zonen (Temperaturdurchschnitt 15 °C). Das Symbol des Nationalparks ist der Kondor.

## Geographie
Der Nationalpark ist ein Teil des ecuadorianischen Systems von Schutzgebieten. Es erstreckt sich von den Bergen der Sierra bis zu den Westrändern der Küstenregenwälder in der Region von Esmeraldas in Höhenlagen zwischen 300 m bis 4990 m. Diese Region war noch nicht extensiv bewirtschaftet worden und nicht wie viele andere interandinischen Hochländer mit Eukalyptus aufgeforstet oder mit Kieferngewächsen, so dass der Schutz der einheimischen Pflanzenarten hier von besonderer Wichtigkeit ist. Die einheimischen Pflanzen haben zahlreiche Anpassungen an die Höhe entwickelt.
Wichtige Flüsse sind Río Barbudo, Río Lacha, Río Hoja Blanca und Río Bravo Grande. Sie entwässern alle nach Westen zum Pazifischen Ozean.

### Sehenswürdigkeiten
Das Reservat verfügt über mehrere Vulkanseen und Wasserfälle und Wildwasser. Ein Stamm der Cayapa-Indigines lebt im Gebiet. Es werden geführte mehrtägige Touren angeboten.

### Cuicocha Lake

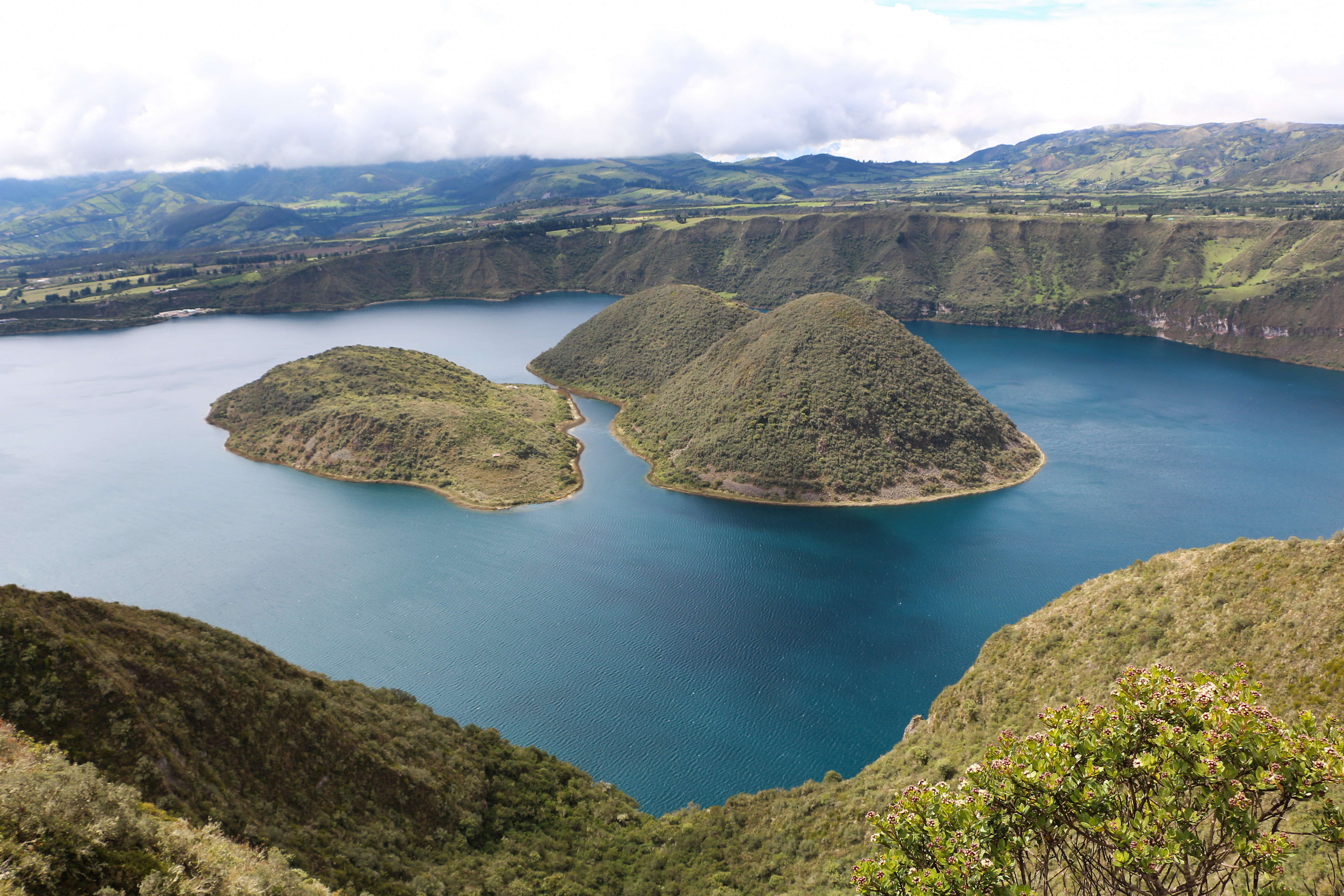
Laguna de Cuicocha

Der Cotacachi ist Teil des Schutzgebietes in seinem Krater liegt ein See, der eine Tiefe von 200 m erreicht. Drei vulkanische Dome steigen aus dem See auf und es gibt mehrere heiße Quellen. 

## Flora und Fauna
Das Reservat gilt als globaler Biodiversitäts-Hotspot. In Höhenlagen über 3000 m bilden Polylepis-Arten die bestimmenden Baumarten.
Es gibt eine große Zahl von Tierarten, allein schon 500 Arten von Vögeln.
Besonders erwähnenswert sind Harpyien (Harpia harpyja, águila harpía), Tuberkelhokko (Crax rubra, pavón norteño), Großer Soldatenara (Ara ambiguus, guacamayo verde), Fünffarben-Bartvogel (Capito quinticolor, torito multicolor), Rotbrustpitpit (mielero pechirrojo) und die Bigotuda-Tangare (Tangara johannae, tángara bigotuda). In Höhenlagen wurde von Sichtungen des Gelbohrsittichs (Ognorhynchus icterotis, Periquito orejiamarillos) berichtet. Weitere Vogelarten sind Blei-Falke (Micrastur plumbeus, halcón montés plomizo), Bindengrundkuckuck (Neomorphus radiolosus, cuco terrestre escamado) und der Schmuckvogel Cephalopterus penduliger (pájaro toro).
Säugetiere sind durch Ameisenbären, Faultiere, Ozelote, Andenschakale, Derby-Wollbeutelratte (Caluromys derbianus, zarigüeya lanuda), Mazama rufina (venado de páramo), Waldhund (Speothos venaticus, perro de monte), Südamerikanische Fischotter (Lontra longicaudis, nutria de río), Nördliche Tigerkatze (Leopardus tigrinus, tigrillo), Jaguar (Panthera onca), Brillenbär (Tremarctos ornatus, oso de anteojos), Mittelamerika-Makibär (Bassaricyon gabbii, olingo de cola tupida), Mittelamerikanisches Nacktschwanzgürteltier (Cabassous centralis, armadillo cola de trapo), Braunkopfklammeraffe (Ateles fusciceps, mono araña bracilargo), Pacarana (Dinomys branickii), Bergpaka (Cuniculus taczanowskii, paca de montaña) und die Fischratten-Art Ichthyomys hydrobates (rata cangrejera), sowie die Fledermausarten Choeroniscus periosus, (murciélago de cola larga), Große Spießblattnase (Vampyrum spectrum, murciélago espectral), Rhinophylla alethina (murciélago frutero pequeño) und Platyrrhinus chocoensis (murciélago de nariz ancha) vertreten.
In den Flüssen und Gewässern gibt es viele Wassertiere und Amphibien.
Man hat über 2000 verschiedene Pflanzenarten gezählt.

## Bedrohung
Trotz des Schutzstatus und der internationalen Anerkennung der ökologischen Bedeutung ist das Reservat verschiedenen Bedrohungen ausgesetzt. Die Verantwortung für den Schutz des Reservats liegt bei einem kleinen Team von Park Rangers, die entlang der Schutzgebietsgrenzen patrouillieren und illegalen Holzeinschlag, Wilderei und Ansiedlung verhindern sollen. In den letzten Jahren hat der Druck durch das Bevölkerungswachstum und den Raubbau in der Umgebung zugenommen. Die Park Rangers sind leider zu wenige und für entstehende Konflikte schlecht ausgerüstet.
Während der 1990er wurde das Reservat und seine Pufferzonen in ein Gutachten zu Bodenschätzen (Mineral Surveying Program PRODEMINCA) aufgenommen, welches teilweise von der Weltbank finanziert wurde mit dem Ziel den Ausbau von Bergbau in Ecuador zu unterstützen. Das Programm stieß auf Proteste aus den einheimischen Gemeinschaften, die besorgt waren, dass eine Veröffentlichung von Karten von Erzlagerstätten Mineere in das Gebiet ziehen könnte. Bisher waren die Proteste erfolgreich und internationale Beteiligungen von Minengesellschaften im Intag-Gebiet, einem Nebelwald-Gebiet im Südosten des Reservats wurden zurückgezogen. Auf eine Anfrage der Graswurzelbewegung DECOIN aus dem Intag hin, ermittelte die Weltbank, dass im Zuge des Projekts, mehrere der Durchführungsrichtlinien in Bezug auf Umweltbewertung gebrochen worden waren.